# مارتن دابسن
مارتن دابسن (به انگلیسی: Martin Dobson) بازیکن فوتبال زادهٔ ۱۴ فوریه ۱۹۴۸ اهل کشور انگلستان که سابقهٔ بازی در تیم ملی فوتبال انگلستان را در کارنامهٔ خود دارد. وی در تاریخ ۳ آوریل ۱۹۷۴ نخستین بازی ملی خود را در مقابل تیم ملی فوتبال پرتغال انجام داد و با حضور در ۵ بازی ملی، در تاریخ ۳۰ اکتبر ۱۹۷۴ واپسین بازی ملی‌اش را در برابر تیم ملی فوتبال چکسلواکی برگزار کرد.